# Magyarsarlós
Magyarsarlós é uma vila da Hungria, situada no condado de Baranya. Tem 8,03 km² de área e sua população em 2019 foi estimada em 234 habitantes.